# Chrysoclista splendida
Chrysoclista splendida is een vlinder uit de familie grasmineermotten (Elachistidae). De wetenschappelijke naam is voor het eerst geldig gepubliceerd in 1997 door Karsholt.
De soort komt voor in Europa.